# La Canourgue
Ne doit pas être confondu avec Place de la Canourgue.
La Canourgue (en occitan La Canorga) est une commune française, située dans l'ouest du département de la Lozère en région Occitanie.
Exposée à un climat de montagne, elle est drainée par le Lot, l'Urugne, le ruisseau de Chardonnet, le ruisseau de la Felgeyre et par divers autres petits cours d'eau. La commune possède un patrimoine naturel remarquable : un site Natura 2000 (le « vallon de l'Urugne ») et quatre zones naturelles d'intérêt écologique, faunistique et floristique.
La Canourgue est une commune rurale qui compte 2 095 habitants en 2022, après avoir connu une forte hausse de la population depuis 1962. Elle est ville-centre de l'agglomération de La Canourgue. Ses habitants sont appelés les Canourguais ou  Canourguaises.
La commune de La Canourgue est labellisée « Village étape » depuis 2006.

## Géographie

### Localisation
La commune est située dans le sud-ouest du département de la Lozère, dans le Gévaudan, sur l'Urugne (petit affluent du Lot) au pied du causse de Sauveterre que la commune occupe en grande partie.

### Communes limitrophes
Les communes limitrophes sont Les Salelles, Chanac, Laval-du-Tarn, La Malène, La Tieule, Saint-Saturnin, Saint-Germain-du-Teil, Banassac-Canilhac, Bourgs sur Colagne et Massegros Causses Gorges.
| Saint-Germain-du-Teil               | Bourgs sur Colagne | Les Salelles  |
| Banassac-Canilhac, Saint-Saturnin   | La Canourgue       | Chanac        |
| La Tieule, Massegros Causses Gorges | La Malène          | Laval-du-Tarn |

### Géologie

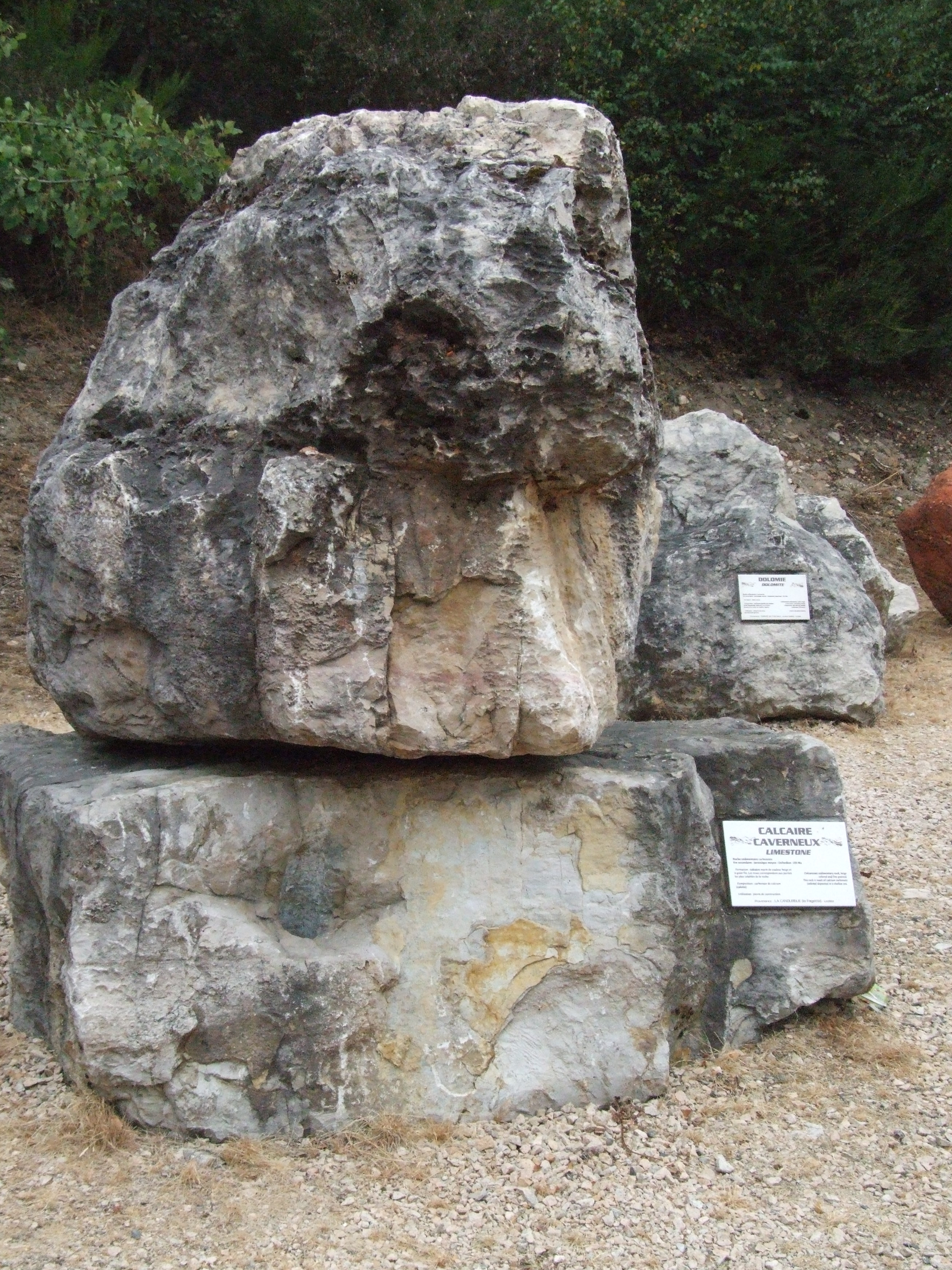
Calcaire beige de l’oxfordien de La Canourgue en Lozère.

Le sol est calcaire. Un bloc échantillon est exposé dans le musée en plein air du géoscope de l'aire de la Lozere à la sortie 32 de l'autoroute A 75, la "Méridienne", hauteur du village de La Garde.

### Climat
Pour des articles plus généraux, voir Climat de l'Occitanie et Climat de la Lozère.
En 2010, le climat de la commune est de type climat des marges montargnardes, selon une étude s'appuyant sur une série de données couvrant la période 1971-2000. En 2020, Météo-France publie une typologie des climats de la France métropolitaine dans laquelle la commune est exposée à un climat de montagne ou de marges de montagne et est dans la région climatique Sud-est du Massif Central, caractérisée par une pluviométrie annuelle de 1 000 à 1 500 mm, minimale en été, maximale en automne.
Pour la période 1971-2000, la température annuelle moyenne est de 10,7 °C, avec une amplitude thermique annuelle de 16,2 °C. Le cumul annuel moyen de précipitations est de 1 092 mm, avec 10,2 jours de précipitations en janvier et 5,3 jours en juillet. Pour la période 1991-2020, la température moyenne annuelle observée sur la station météorologique la plus proche, située sur la commune de Montrodat à 16 km à vol d'oiseau, est de 10,1 °C et le cumul annuel moyen de précipitations est de 818,0 mm,. Pour l'avenir, les paramètres climatiques de la commune estimés pour 2050 selon différents scénarios d'émission de gaz à effet de serre sont consultables sur un site dédié publié par Météo-France en novembre 2022.

### Milieux naturels et biodiversité

#### Réseau Natura 2000

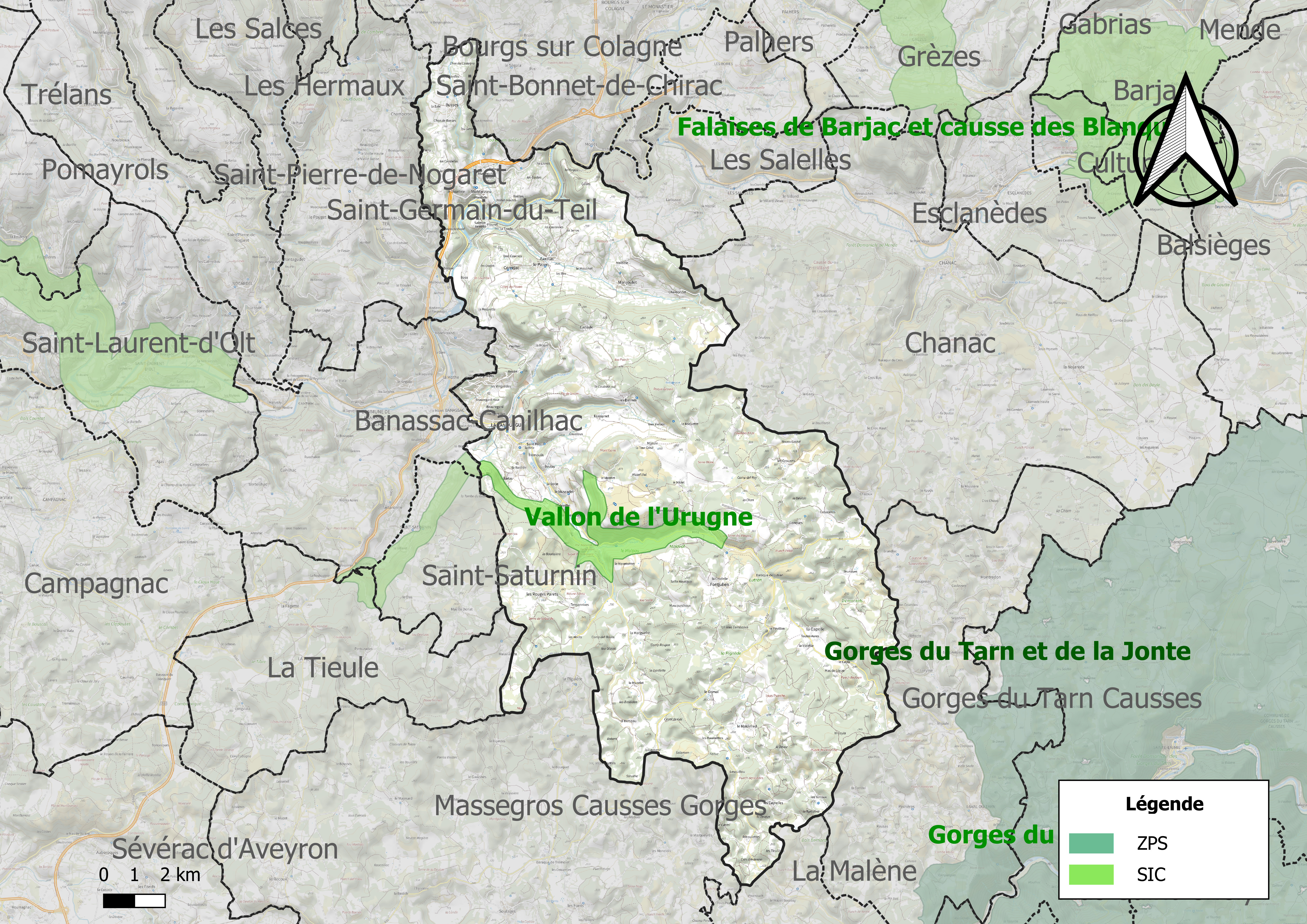
Site Natura 2000 sur le territoire communal.

Le réseau Natura 2000 est un réseau écologique européen de sites naturels d'intérêt écologique élaboré à partir des directives habitats et oiseaux, constitué de zones spéciales de conservation (ZSC) et de zones de protection spéciale (ZPS).
Un site Natura 2000 a été défini dans la commune au titre de la directive "habitats" : le « vallon de l'Urugne », d'une superficie de 578 ha, l'un des principaux sites d'hivernage du grand Rhinolophe avec entre 40 et 75 individus. Quatre sites principaux sont connus dans l'ex-région Languedoc-Roussillon.

#### Zones naturelles d'intérêt écologique, faunistique et floristique
L’inventaire des zones naturelles d'intérêt écologique, faunistique et floristique (ZNIEFF) a pour objectif de réaliser une couverture des zones les plus intéressantes sur le plan écologique. Elles permettent essentiellement d’améliorer la connaissance du patrimoine naturel national et aider les décideurs publics à prendre en compte l’environnement dans l’aménagement du territoire.
Deux ZNIEFF de type 1 sont recensées pour la commune :
le « ruisseau de la Felgeyre » (24 ha), concernant 2 communes du département, et 
le « ruisseau de Roumardiès » (11 ha), touchant 2 communes du département
et deux ZNIEFF de type 2, : 
- le « contrefort sud de l'Aubrac » (14 299 ha), couvrant 10 communes du département[14] ;
- le « vallon de l'Urugne et corniches de Saint-Saturnin » (646 ha), couvrant 4 communes du département[15].

Cartes des ZNIEFF de type 1 et 2 à La Canourgue.
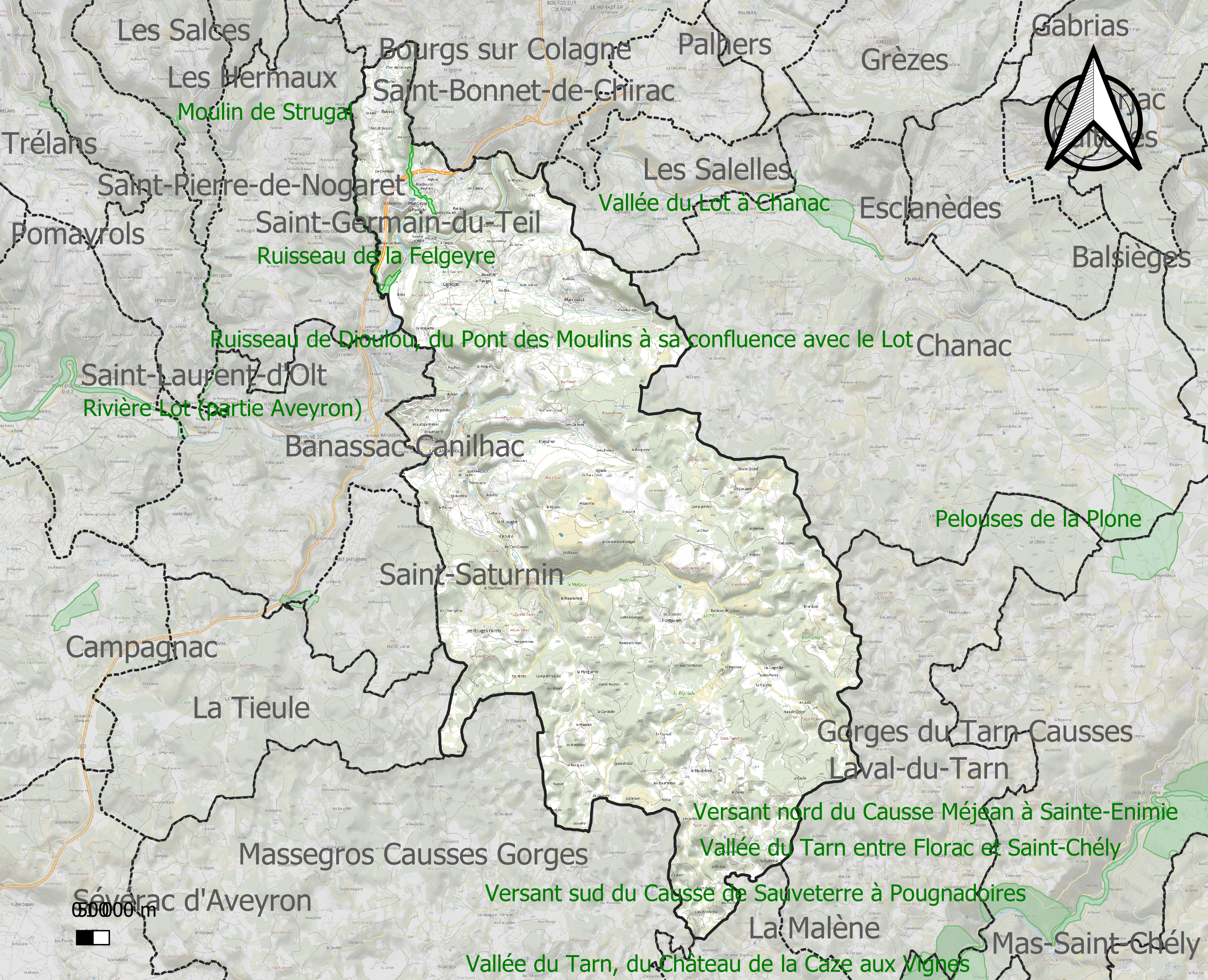
Carte des ZNIEFF de type 1 sur la commune.
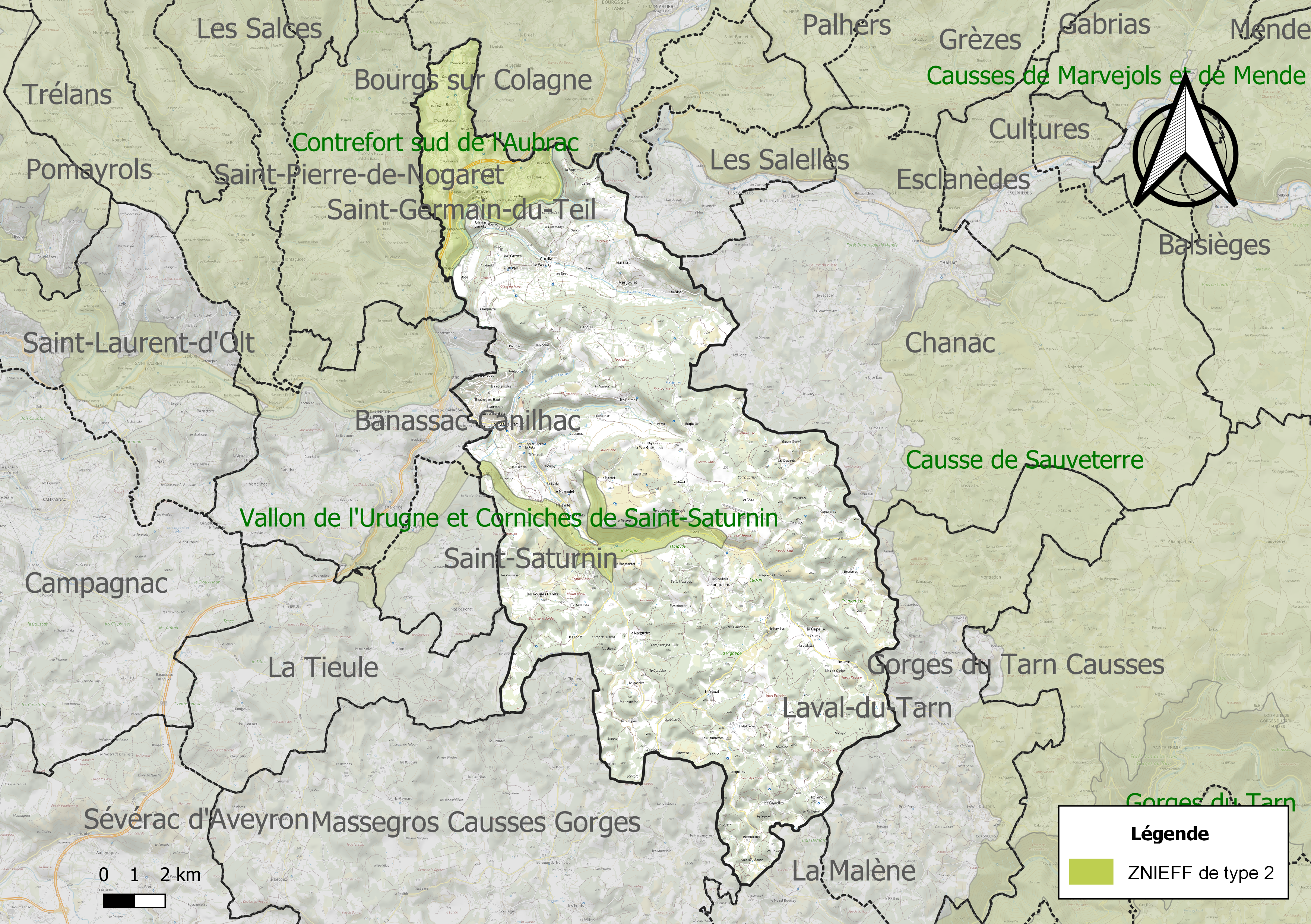
Carte des ZNIEFF de type 2 sur la commune.

## Urbanisme

### Typologie
Au 1er janvier 2024, La Canourgue est catégorisée bourg rural, selon la nouvelle grille communale de densité à sept niveaux définie par l'Insee en 2022.
Elle appartient à l'unité urbaine de La Canourgue, une agglomération intra-départementale regroupant deux  communes, dont elle est ville-centre,,. La commune est en outre hors attraction des villes,.

### Occupation des sols
L'occupation des sols de la commune, telle qu'elle ressort de la base de données européenne d’occupation biophysique des sols Corine Land Cover (CLC), est marquée par l'importance des forêts et milieux semi-naturels (60,1 % en 2018), en diminution par rapport à 1990 (62,3 %). La répartition détaillée en 2018 est la suivante : 
forêts (45,8 %), zones agricoles hétérogènes (19,6 %), prairies (15,5 %), milieux à végétation arbustive et/ou herbacée (14,3 %), terres arables (2,9 %), zones urbanisées (1,4 %), espaces verts artificialisés, non agricoles (0,5 %). L'évolution de l’occupation des sols de la commune et de ses infrastructures peut être observée sur les différentes représentations cartographiques du territoire : la carte de Cassini (XVIIIe siècle), la carte d'état-major (1820-1866) et les cartes ou photos aériennes de l'IGN pour la période actuelle (1950 à aujourd'hui).

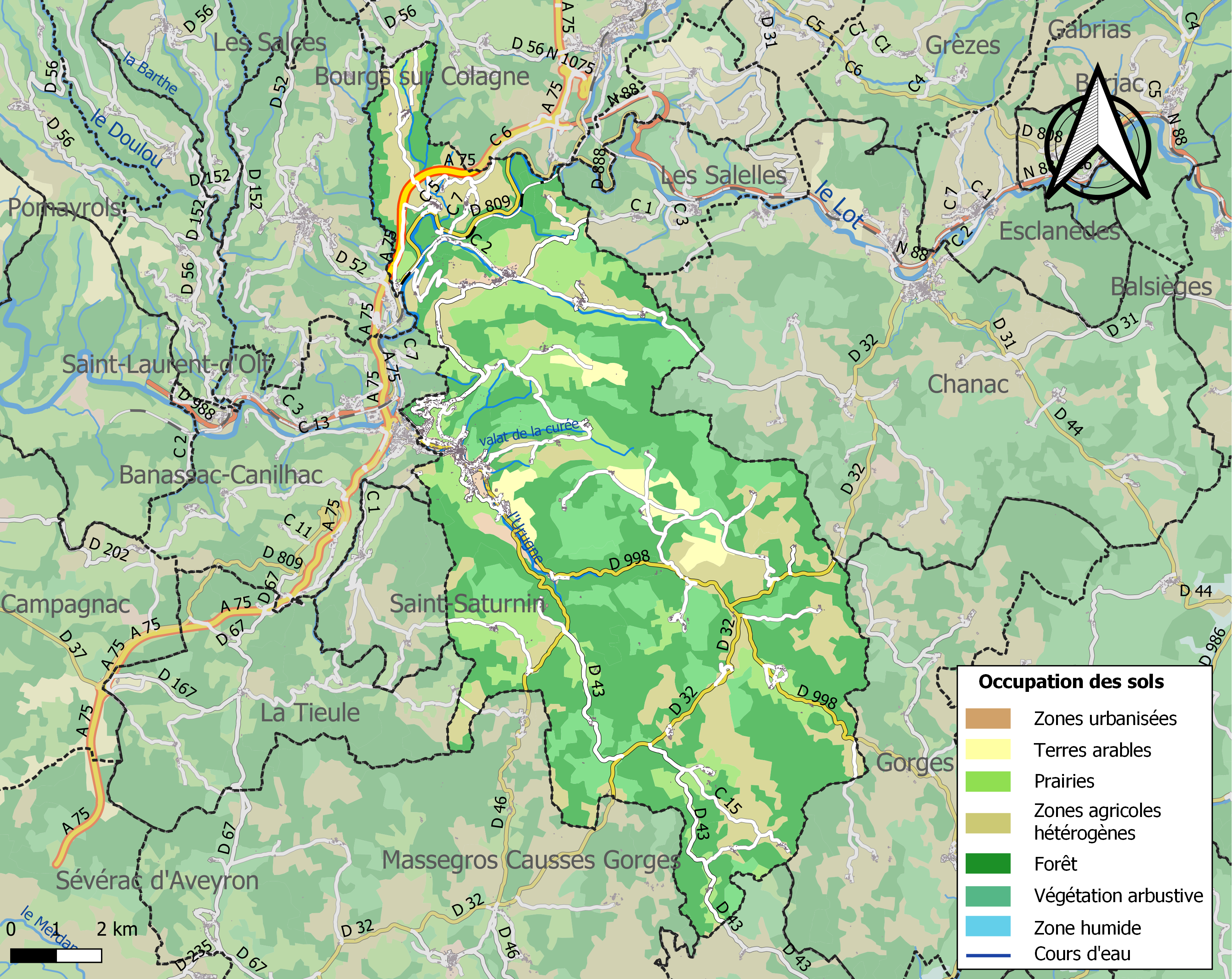
Carte des infrastructures et de l'occupation des sols de la commune en 2018 (CLC).

### Voies de communication et transports
La commune est desservie par l'autoroute A75 ainsi que par la gare de Banassac - La Canourgue sur la ligne ferroviaire des Causses.
La commune se situe à la fois sur le parcours du sentier de grande randonnée 6 (GR6) et du GR 60 relevant à la fois du chemin de Saint-Guilhem et du  sentier de grande randonnée de pays (GRP)  "Tour du Causse de Sauveterre".
L'aérodrome de La Canourgue-Conques, créé en 1990 n'a guère d'activité. C'est une propriété privée.

### Risques majeurs
Le territoire de la commune de La Canourgue est vulnérable à différents aléas naturels : météorologiques (tempête, orage, neige, grand froid, canicule ou sécheresse), inondations, feux de forêts, mouvements de terrains et séisme (sismicité faible). Il est également exposé à deux risques technologiques,  le transport de matières dangereuses et la rupture d'un barrage, et à un risque particulier : le risque de radon. Un site publié par le BRGM permet d'évaluer simplement et rapidement les risques d'un bien localisé soit par son adresse soit par le numéro de sa parcelle.

#### Risques naturels
La commune fait partie du territoire à risques importants d'inondation (TRI) de Mende-Marvejols, regroupant 17 communes concernées par un risque de débordement du Lot et de la Colagne ainsi que de certains de leurs affluents, un des 18 TRI qui ont été arrêtés fin 2012 sur le bassin Adour-Garonne. Les événements antérieurs à 2014 les plus significatifs sont les crues du 5 novembre 1994, une crue cévenole de référence (3,95 m mesurés à Mende), et des 4 et 5 décembre 2003, une crue méditerranéenne (3,80 m mesurés à Mende). Des cartes des surfaces inondables ont été établies pour trois scénarios : fréquent (crue de temps de retour de 10 ans à 30 ans), moyen (temps de retour de 100 ans à 300 ans) et extrême (temps de retour de l'ordre de 1 000 ans, qui met en défaut tout système de protection). La commune a été reconnue en état de catastrophe naturelle au titre des dommages causés par les inondations et coulées de boue survenues en 1982, 1994, 2003, 2018 et 2020,.
La Canourgue est exposée au risque de feu de forêt. Un plan départemental de protection des forêts contre les incendies (PDPFCI) a été approuvé en décembre 2014 pour la période 2014-2023. Les mesures individuelles de prévention contre les incendies sont précisées par divers arrêtés préfectoraux et s’appliquent dans les zones exposées aux incendies de forêt et à moins de 200 mètres de celles-ci. L’arrêté du 23 mars 2018, complété par un arrêté de 2020, réglemente l'emploi du feu en interdisant notamment d’apporter du feu, de fumer et de jeter des mégots de cigarette dans les espaces sensibles et sur les voies qui les traversent sous peine de sanctions. L'arrêté du 23 août 2021, abrogeant un arrêté de 2002, rend le débroussaillement obligatoire, incombant au propriétaire ou ayant droit,,.

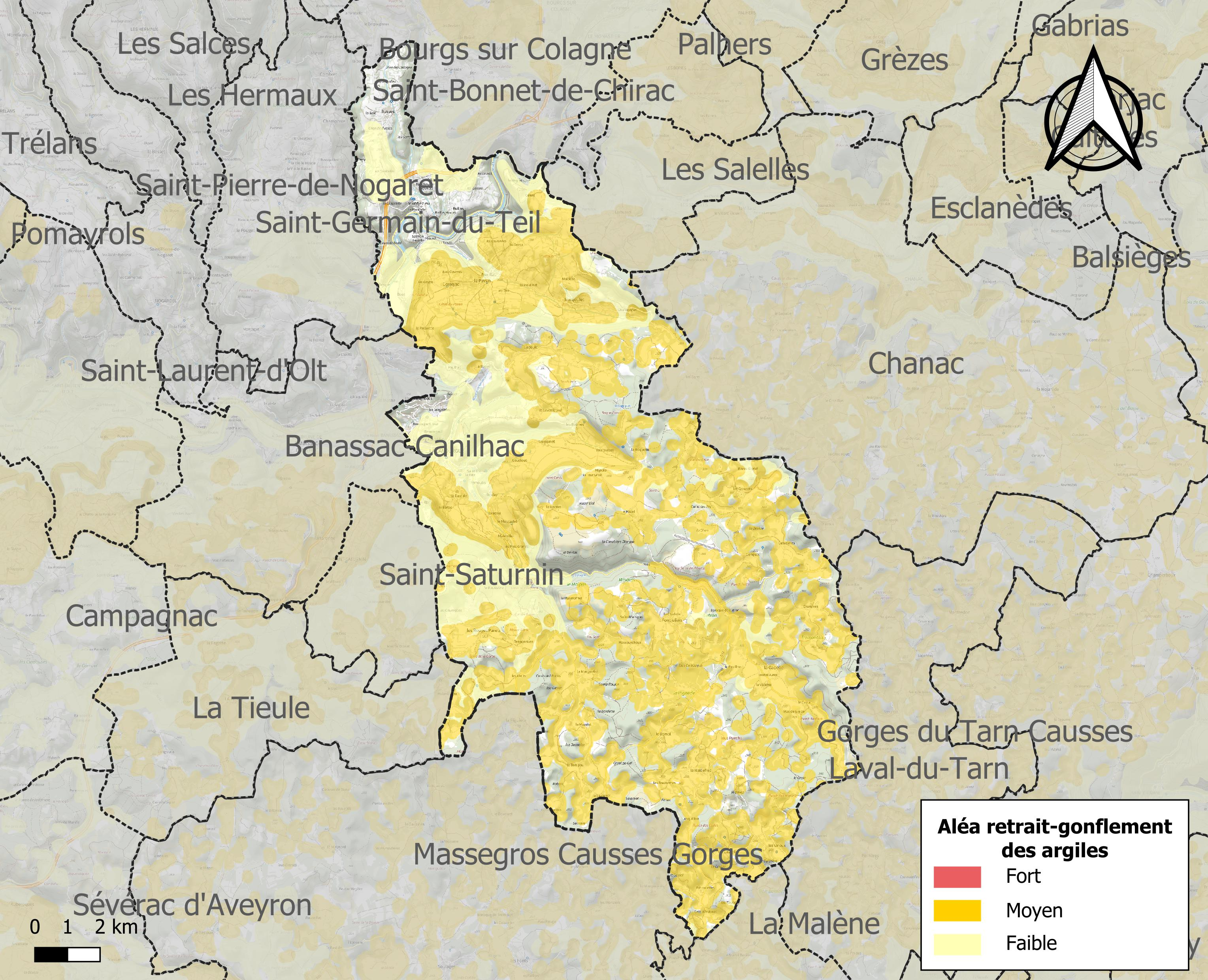
Carte des zones d'aléa retrait-gonflement des sols argileux de La Canourgue.

Les mouvements de terrains susceptibles de se produire sur la commune sont des affaissements et effondrements liés aux cavités souterraines (hors mines), des éboulements, chutes de pierres et de blocs, des glissements de terrain et des tassements différentiels. Par ailleurs, afin de mieux appréhender le risque d’affaissement de terrain, l'inventaire national des cavités souterraines permet de localiser celles situées sur la commune.
Le retrait-gonflement des sols argileux est susceptible d'engendrer des dommages importants aux bâtiments en cas d’alternance de périodes de sécheresse et de pluie. 53 % de la superficie communale est en aléa moyen ou fort (15,8 % au niveau départemental et 48,5 % au niveau national). Sur les 1 162 bâtiments dénombrés sur la commune en 2019,  320 sont en aléa moyen ou fort, soit 28 %, à comparer aux 14 % au niveau départemental et 54 % au niveau national. Une cartographie de l'exposition du territoire national au retrait gonflement des sols argileux est disponible sur le site du BRGM,.
Par ailleurs, afin de mieux appréhender le risque d’affaissement de terrain, l'inventaire national des cavités souterraines permet de localiser celles situées sur la commune.

#### Risques technologiques
Le risque de transport de matières dangereuses sur la commune est lié à sa traversée par des infrastructures routières ou ferroviaires importantes ou la présence d'une canalisation de transport d'hydrocarbures. Un accident se produisant sur de telles infrastructures est susceptible d’avoir des effets graves sur les biens, les personnes ou l'environnement, selon la nature du matériau transporté. Des dispositions d’urbanisme peuvent être préconisées en conséquence.
La commune est en outre située en aval du barrage du Charpal, un ouvrage de classe B. À ce titre elle est susceptible d’être touchée par l’onde de submersion consécutive à la rupture d'un de ces ouvrages.

#### Risque particulier
Dans plusieurs parties du territoire national, le radon, accumulé dans certains logements ou autres locaux, peut constituer une source significative d’exposition de la population aux rayonnements ionisants. Certaines communes du département sont concernées par le risque radon à un niveau plus ou moins élevé. Selon la classification de 2018, la commune de La Canourgue est classée en zone 3, à savoir zone à potentiel radon significatif.

## Toponymie
Le nom de la localité est attesté sous la forme ecclesia Canonica en 1060, (une « église collégiale »). Le toponyme français est issu de l'occitan la canorga désignant une église de chanoines.

## Histoire

### Époque contemporaine
Le 1er janvier 1973, les communes d'Auxillac, La Canourgue, La Capelle et Montjézieu fusionnent sous le régime de la fusion-association,.

## Politique et administration

### Découpage territorial
La commune de Canourgue est membre de la communauté de communes Aubrac Lot Causses Tarn, un établissement public de coopération intercommunale (EPCI) à fiscalité propre créé le 30 novembre 2016 dont le siège est à La Canourgue. Ce dernier est par ailleurs membre d'autres groupements intercommunaux.
Sur le plan administratif, elle est rattachée à l'arrondissement de Mende, à la circonscription administrative de l'État de la Lozère et à la région Occitanie.
Sur le plan électoral, elle dépend du canton de La Canourgue pour l'élection des conseillers départementaux, depuis le redécoupage cantonal de 2014 entré en vigueur en 2015, et de la circonscription de la Lozère pour les élections législatives, depuis le dernier découpage électoral de 2010.

### Administration municipale
| Période   | Période                     | Identité                       | Étiquette      | Qualité |
| --------- | --------------------------- | ------------------------------ | -------------- | --- |
| 1815      | 1821                        | Jean-François Pascal           |                | |
| 1821      | 1835                        | Frézal Cordesse                |                | |
|           |                             |                                |                | |
| 1852      | 1860                        | Jean-François Frézal Cordesse  |                | |
|           |                             | Élie de Finance de Clairbois   |                | |
| v. 1964   |                             | Ernest Privat                  | DVD            | Notaire Conseiller général de la Canourgue (1945 → 1964) |
| mars 1971 | mars 2001                   | Jacques Blanc                  | UDF-PR puis DL | Médecin généraliste puis médecin neuropsychiatre Secrétaire d'État auprès du ministre de l'Agriculture (1977 → 1978) Député de la Lozère (1973 → 2001) Conseiller régional du Languedoc-Roussillon (1986 → 2010) Président du conseil régional (1986 → 2004) Conseiller général de la Canourgue (1970 → 1988) |
| mars 2001 | mars 2008                   | Henri Blanc Frère du précédent | UDF puis UMP   | Administrateur judiciaire Conseiller général de la Canourgue (1988 → 2015) |
| mars 2008 | mai 2020                    | Jacques Blanc                  | UMP → LR       | Médecin neuropsychiatre Sénateur de la Lozère (2001 → 2011) Conseiller régional du Languedoc-Roussillon (1986 → 2010) Président de la CC Aubrac-Lot-Causses (2005 → 2016) Président de la CC Aubrac Lot Causses Tarn (2017 → 2020)                                                                            |
| mai 2020  | En cours (au 21 avril 2022) | Claude Malzac                  | DVD            | Fonctionnaire territorial retraité |

### Jumelages
La ville de La Canourgue est jumelée avec :
- Gaiberg (Allemagne) depuis 1988

## Population et société

### Démographie

#### Évolution démographique
L'évolution du nombre d'habitants est connue à travers les recensements de la population effectués dans la commune depuis 1793. Pour les communes de moins de 10 000 habitants, une enquête de recensement portant sur toute la population est réalisée tous les cinq ans, les populations de référence des années intermédiaires étant quant à elles estimées par interpolation ou extrapolation. Pour la commune, le premier recensement exhaustif entrant dans le cadre du nouveau dispositif a été réalisé en 2005.

En 2022, la commune comptait 2 095 habitants, en évolution de −2,83 % par rapport à 2016 (Lozère : +0,11 %, France hors Mayotte : +2,11 %).
| 1793  | 1800  | 1806  | 1821  | 1831  | 1836  | 1841  | 1846  | 1851  |
| ----- | ----- | ----- | ----- | ----- | ----- | ----- | ----- | ----- |
| 1 900 | 1 893 | 1 979 | 1 829 | 1 850 | 1 969 | 1 890 | 1 728 | 1 856 |

| 1856  | 1861  | 1866  | 1872  | 1876  | 1881  | 1886  | 1891  | 1896  |
| ----- | ----- | ----- | ----- | ----- | ----- | ----- | ----- | ----- |
| 1 695 | 2 158 | 2 045 | 1 831 | 1 839 | 2 015 | 1 838 | 1 820 | 1 821 |

| 1901  | 1906  | 1911  | 1921  | 1926  | 1931  | 1936  | 1946  | 1954  |
| ----- | ----- | ----- | ----- | ----- | ----- | ----- | ----- | ----- |
| 1 640 | 1 692 | 1 601 | 1 426 | 1 297 | 1 246 | 1 235 | 1 239 | 1 144 |

| 1962  | 1968  | 1975  | 1982  | 1990  | 1999  | 2005  | 2006  | 2010  |
| ----- | ----- | ----- | ----- | ----- | ----- | ----- | ----- | ----- |
| 1 179 | 1 237 | 1 850 | 1 804 | 1 817 | 1 922 | 2 076 | 2 108 | 2 120 |

| 2015  | 2020  | 2022  | - | - | - | - | - | - |
| ----- | ----- | ----- | - | - | - | - | - | - |
| 2 090 | 2 099 | 2 095 | - | - | - | - | - | - |

#### Pyramide des âges
La population de la commune est plus jeune que celle du département. En 2018, le taux de personnes d'un âge inférieur à 30 ans s'élève à 32,0 %, soit un taux supérieur à la moyenne départementale (29,7 %) et le taux de personnes d'un âge supérieur à 60 ans (32,8 %) est comparable au taux départemental (32,5 %).
En 2018, la commune comptait 1 048 hommes pour 1 098 femmes, soit un taux de 51,16 % de femmes, supérieur au taux départemental (50,04 %).
Les pyramides des âges de la commune et du département s'établissent comme suit :
| Hommes | Classe d’âge | Femmes |
| ------ | ------------ | ------ |
| 1,0    | 90 ou +      | 4,3    |
| 9,9    | 75-89 ans    | 11,7   |
| 18,7   | 60-74 ans    | 20,3   |
| 18,5   | 45-59 ans    | 20,1   |
| 15,7   | 30-44 ans    | 15,7   |
| 19,8   | 15-29 ans    | 11,5   |
| 16,4   | 0-14 ans     | 16,5   |

| Hommes | Classe d’âge | Femmes |
| ------ | ------------ | ------ |
| 1      | 90 ou +      | 2,8    |
| 9,1    | 75-89 ans    | 11,8   |
| 21,6   | 60-74 ans    | 21,1   |
| 21,5   | 45-59 ans    | 20,2   |
| 16,3   | 30-44 ans    | 15,9   |
| 15,5   | 15-29 ans    | 13,6   |
| 15     | 0-14 ans     | 14,6   |

## Économie

### Revenus
En 2018, la commune compte 845 ménages fiscaux, regroupant 1 867 personnes. La médiane du revenu disponible par unité de consommation est de 20 890 € (20 420 € dans le département).

### Emploi
|                | 2008  | 2013  | 2018  |
| -------------- | ----- | ----- | ----- |
| Commune        | 5,9 % | 8,5 % | 5,7 % |
| Département    | 5 %   | 6,4 % | 7,1 % |
| France entière | 8,3 % | 10 %  | 10 %  |

En 2018, la population âgée de 15 à 64 ans s'élève à 1 210 personnes, parmi lesquelles on compte 75,1 % d'actifs (69,4 % ayant un emploi et 5,7 % de chômeurs) et 24,9 % d'inactifs,. En  2018, le taux de chômage communal (au sens du recensement) des 15-64 ans est inférieur à celui de la France et département, alors qu'en 2008 il était supérieur à celui du département et inférieur à celui de la France.
La commune est hors attraction des villes,. Elle compte 946 emplois en 2018, contre 1 015 en 2013 et 959 en 2008. Le nombre d'actifs ayant un emploi résidant dans la commune est de 857, soit un indicateur de concentration d'emploi de 110,4 % et un taux d'activité parmi les 15 ans ou plus de 51,7 %.
Sur ces 857 actifs de 15 ans ou plus ayant un emploi, 409 travaillent dans la commune, soit 48 % des habitants. Pour se rendre au travail, 76,7 % des habitants utilisent un véhicule personnel ou de fonction à quatre roues, 0,2 % les transports en commun, 13,7 % s'y rendent en deux-roues, à vélo ou à pied et 9,4 % n'ont pas besoin de transport (travail au domicile).

## Culture locale et patrimoine

### Lieux et monuments

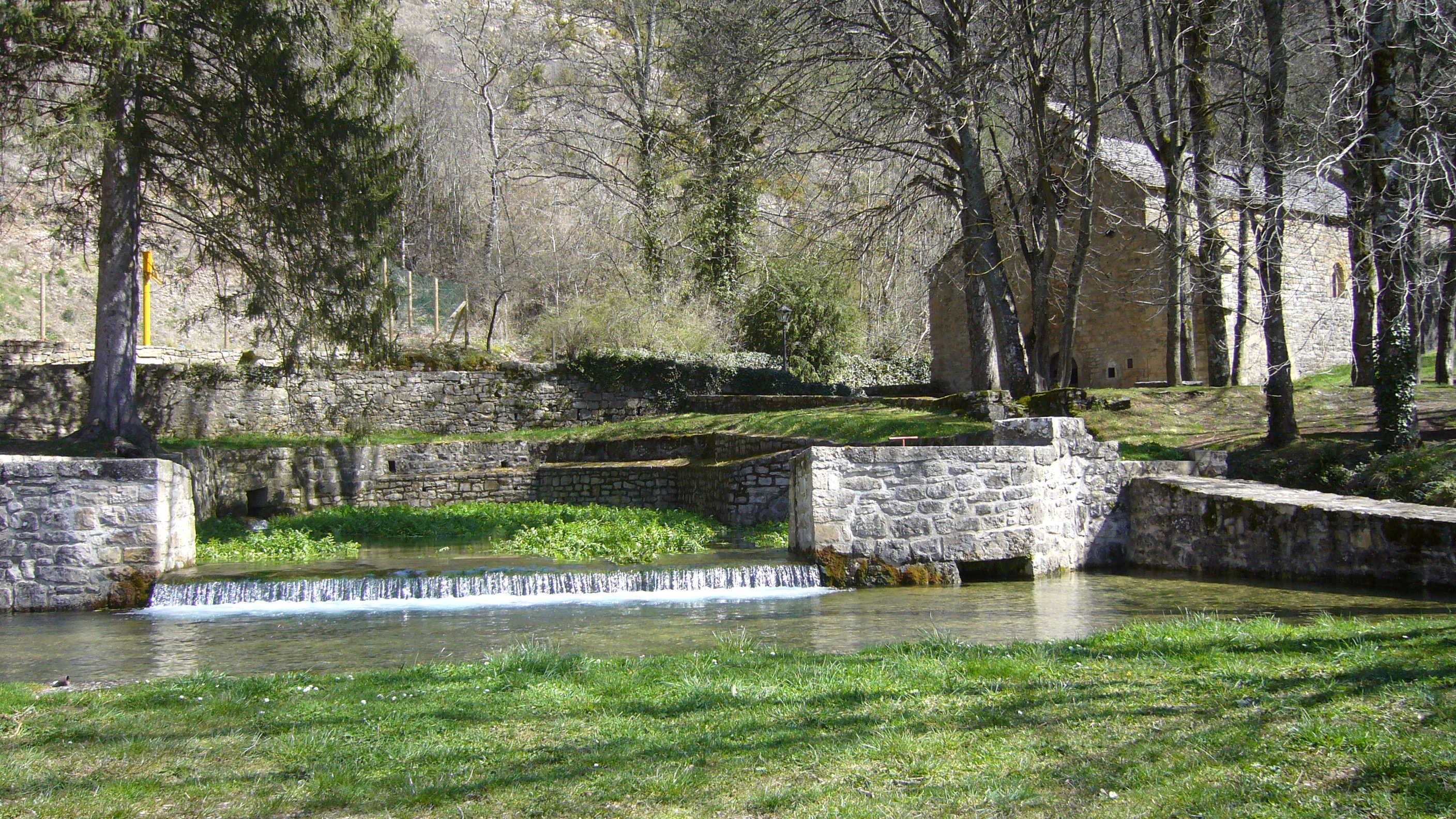
La chapelle de Saint-Frézal.

- Le bourg est traversé par des canaux et a conservé un centre historique constitué de rues étroites et de bâtiments historiques.
- Château de Montjézieu, dans l'ancienne commune de Montjézieu. Le château a été classé au titre des monuments historiques en 1971[43].
- Dolmens de Chardonnet deux dolmens dont un classé au titre des monuments historiques en 1889[44].
- Sabot de Malepeyre, curiosité géologique.

#### Édifices religieux
- La collégiale Saint-Martin de La Canourgue, du XIIe siècle. L'édifice a été classé au titre des monuments historiques en 1929. Plusieurs objets sont référencés dans la base Palissy[45].
- La chapelle Saint-Frézal, du XIIe siècle, abritant le tombeau de saint Frézal (la datation du corps qui s'y trouve correspond à la légende), l'un des premiers évêques de Lozère, mort assassiné en 826. L'édifice a été inscrit au titre des monuments historiques en 1984[46]. Plusieurs objets sont référencés dans la base Palissy (voir les notices liées)[46].
- L'église Saint-Martin de La Capelle. L'édifice a été classé au titre des monuments historiques en 1932[47].
- Chapelle de la Maison Sainte-Marie de La Canourgue.
- Chapelle Saint-Jean du Bedel de Montjézieu.
- Église Saint-Jean-Baptiste de Montjézieu.
- Église Saint-Pierre-et-Saint-Paul d'Auxillac.

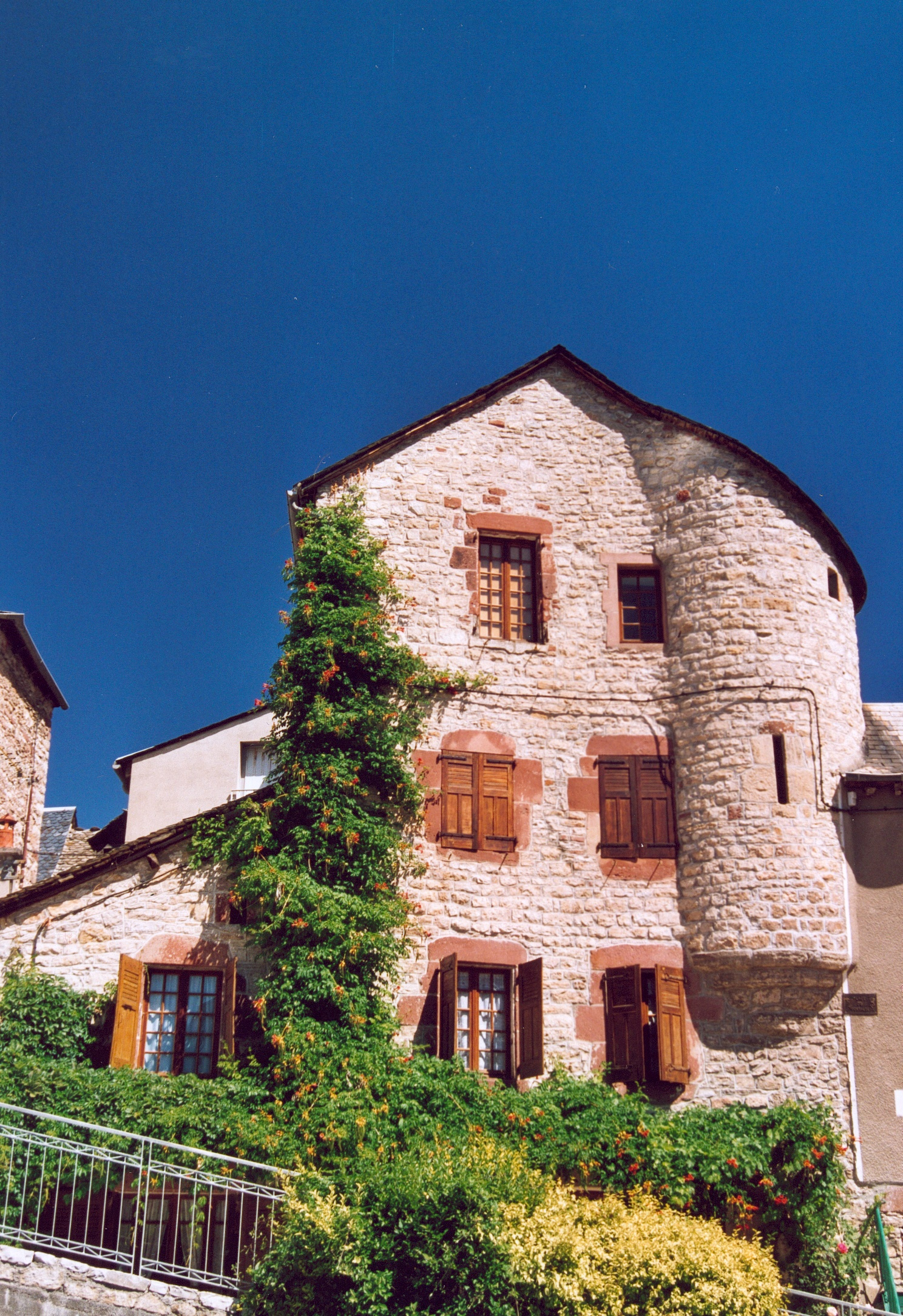
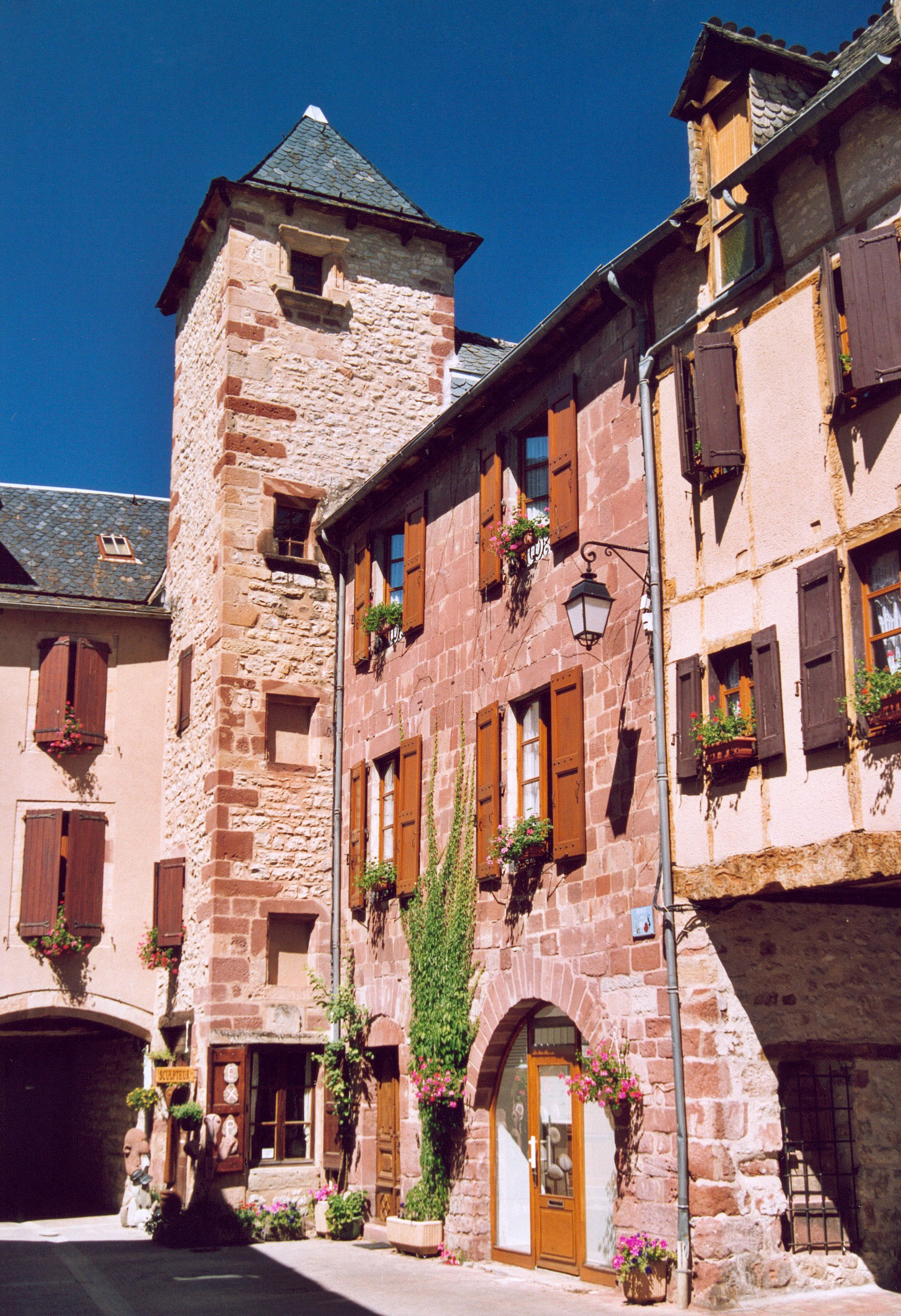
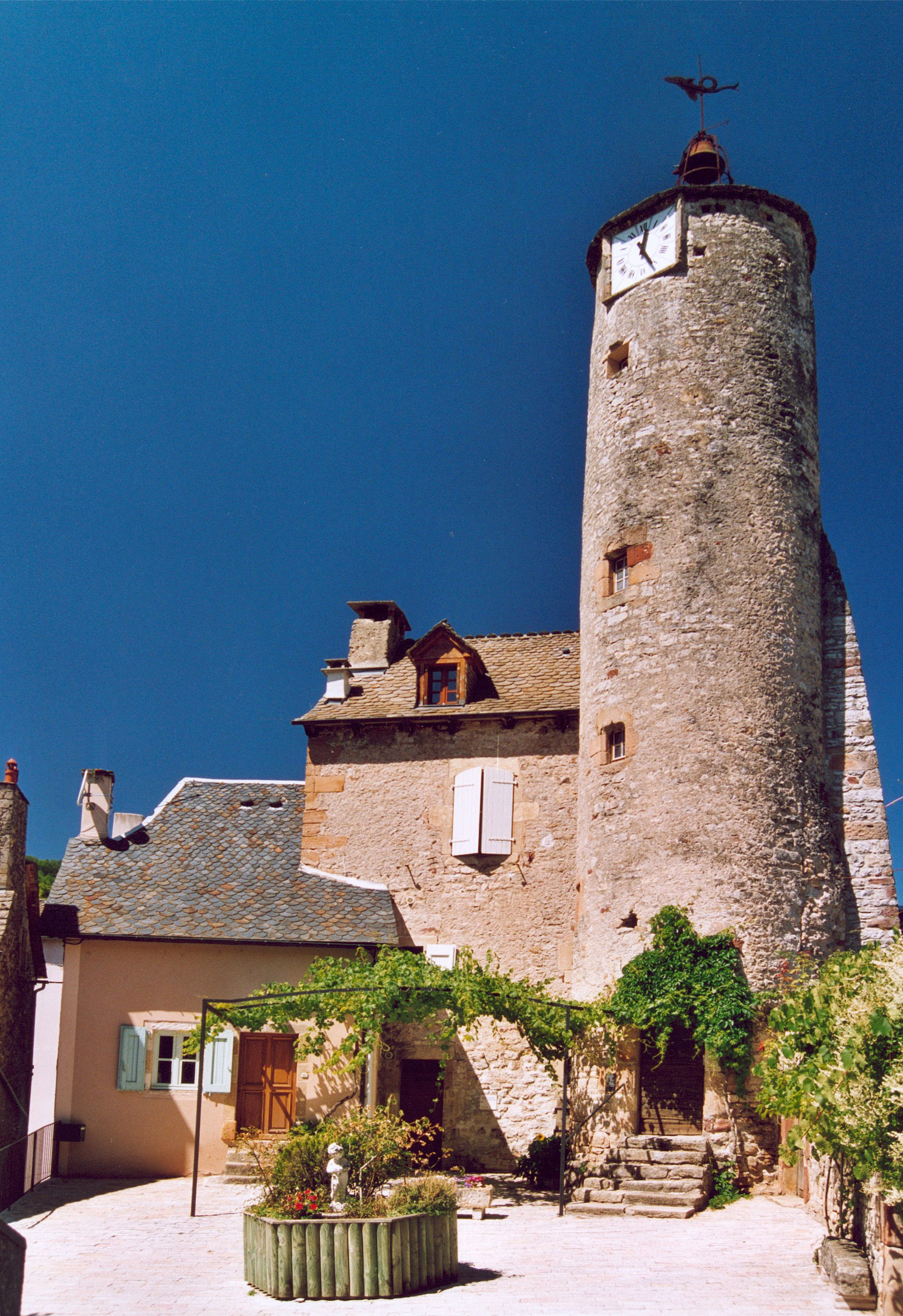
La tour de l'horloge.
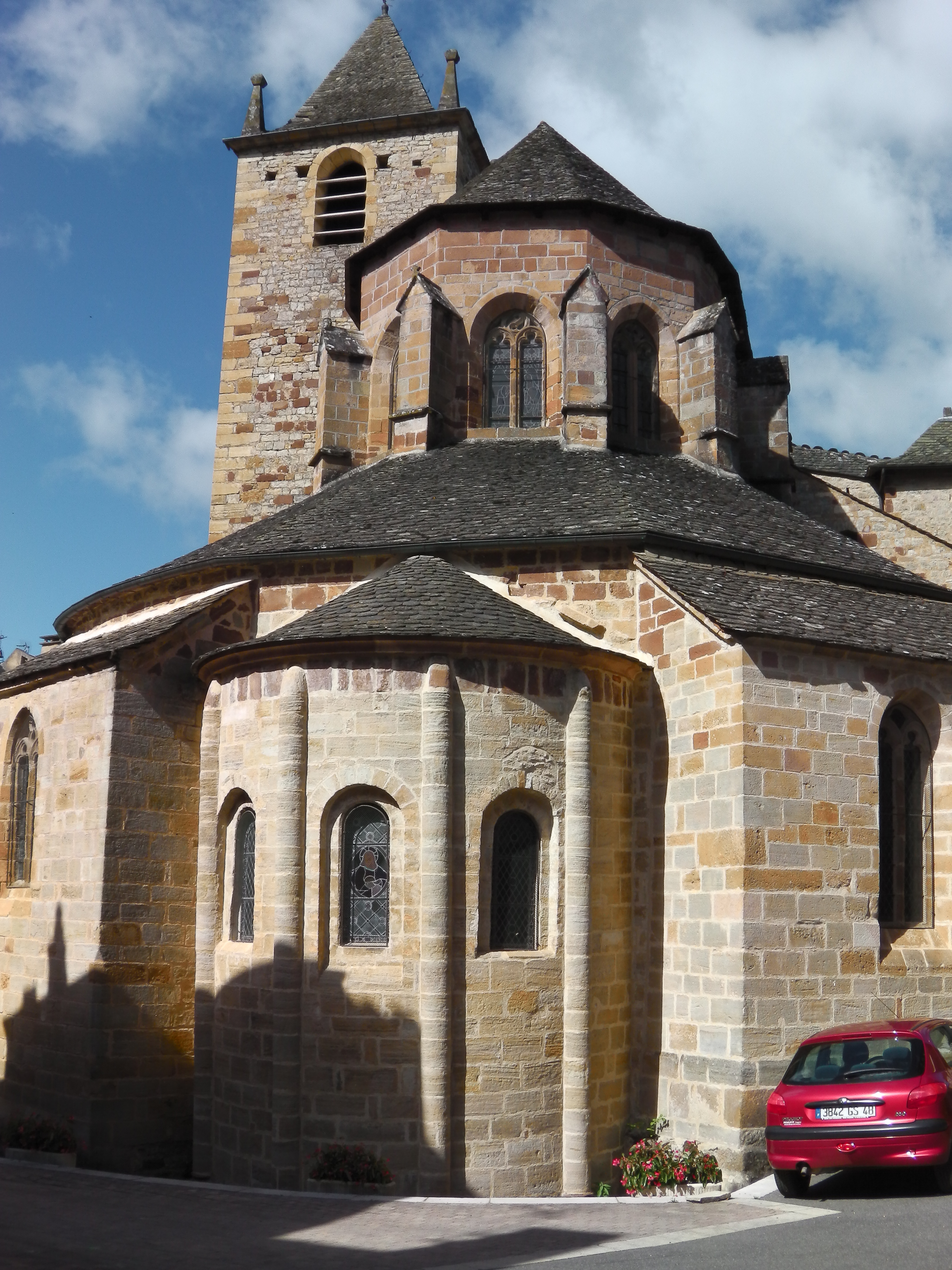
La collégiale Saint-Martin.

### Personnalités liées à la commune

#### Nées à La Canourgue
- Jean-Baptiste Charbonnier (1840 ou 1842-1888), père blanc, vicaire général du Tanganyika (actuelle Tanzanie) et évêque titulaire d'Utique.
- Céleste Albaret (1891-1984), domestique de Marcel Proust, née à Auxillac, commune aujourd'hui associée à La Canourgue.
- Joseph de Finance de Clairbois (1904-2000), prêtre jésuite et philosophe.

#### Liées à la commune
- Charles du Pont de Ligonnès (1845-1925), maire d'Auxillac, évêque de Rodez-Vabres.
- Jacques Blanc (né en 1939), homme politique, maire de La Canourgue, ancien sénateur de la Lozère, ancien secrétaire d'État, ancien président du conseil régional du Languedoc-Roussillon.

### Gastronomie
La pouteille (à base de pieds de porc et de viande de bœuf) et les manouls (à base de tripes de mouton) sont deux spécialités culinaires de La Canourgue. Il existe même une Confrérie de la pouteille et du manouls.

### Héraldique
| Blason de La Canourgue | Blason  | Parti : au premier mi-parti d'azur aux deux fleurs de lys d'or, au second d'argent au lévrier de sable courant en bande, colleté d'or. |
| Blason de La Canourgue | Détails | Le lévrier de l'une des huit baronnies du Gévaudan, à savoir celle de Canilhac dont La Canourgue faisait partie.                       |